# Athetis humberti
Athetis humberti là một loài bướm đêm trong họ Noctuidae.